# Macrosemimimus
Genre
Macrosemimimus est un genre éteint de poissons osseux à nageoires rayonnées.

## Systématique
Le genre Macrosemimimus a été créé en 2012 par Kerstin M. Schröder (d), Adriana López-Arbarello (d) et Martin Ebert (d) avec comme espèce type Macrosemimimus fegerti. Parallèlement ils reclassent l'espèce Lepidotes lennieri, décrite par Sauvage en 1893, sous ce nouveau genre avec le taxon Macrosemimimus lennieri.

## Description
Ces espèces de poissons étaient carnivores et vivaient le long des fleuves et lacs d'Europe du Jurassique supérieur (Kimméridgien - Tithonien).

## Liste d'espèces
Selon Schröder (d) et al., 2012 :
- † Macrosemimimus fegerti Schröder, López-Arbarello & Ebert, 2012 - espèce type
- † Macrosemimimus lennieri (Sauvage, 1893)

À noter que Paleobiology Database (17 juillet 2022) ne reconnait aucune espèce à ce genre.

## Publication originale
- (en) Kerstin M. Schröder, Adriana López-Arbarello et Martin Ebert, « Macrosemimimus, gen. nov. (Actinopterygii, Semionotiformes), from the Late Jurassic of Germany, England, and France », Journal of Vertebrate Paleontology, SVP et Taylor & Francis, vol. 32, no 3,‎ mai 2012, p. 512-529 (ISSN 0272-4634 et 1937-2809, OCLC 238100068, DOI 10.1080/02724634.2012.649626, lire en ligne).